# Brénaz
Ne pas confondre avec Sault-Brénaz, autre commune de l'Ain.
Brénaz est une ancienne commune française, située dans le département de l'Ain en région Auvergne-Rhône-Alpes. Le 1er janvier 2019, elle devient commune déléguée d'Arvière-en-Valromey.

## Géographie
Commune située à l'ouest de la montagne du Grand Colombier.

## Toponymie
Le nom de la localité est attesté sous les formes de Braisnato, Brainatus en 1141, Brennas vers 1171, Brégnaz en 1345, Brennax en 1502.
Du participe passé brayna , « patauger dans la boue », d'origine gauloise, cf. brenne. Brainat devait signifier : « boueux, embourbé ».
Moins sûrement, ce toponyme pourrait être apparenté à l'anthroponyme gaulois Brennus.

## Histoire
Paroisse (Brenas) sous le vocable de saint Martin, ancienne annexe de Lochieu. Comme village, Brénaz apparaît en 1436. Les chartreux d'Arvières y possédaient des droits de dîmes qu'ils cédèrent au chapitre de Belley vers 1450.
L'église paroissiale était originairement à Méraléaz, aujourd'hui simple hameau. Elle fut transférée à Brénaz par saint François de Sales, qui la consacra, le 6 novembre 1605. Le chapitre de Belley présentait à la cure.
Les forêts noires dont jouissent les habitants leur furent concédées, au XIVe siècle, par les seigneurs du Valromey.
L'église de Brénaz fut consacrée en 1605 par saint François de Sales.
Par un arrêté préfectoral du 17 décembre 2018, Brénaz se regroupe avec Chavornay, Lochieu et Virieu-le-Petit pour former la commune nouvelle d'Arvière-en-Valromey au 1er janvier 2019.

## Politique et administration

### Administration municipale
Le nombre d'habitants de la commune étant inférieur à 100, le nombre de membres du conseil municipal est de 7.

### Liste des maires
| Période                                  | Période | Identité            | Étiquette | Qualité |
| ---------------------------------------- | ------- | ------------------- | --------- | ------- |
| avant 1988                               | 1989    | Francisque Bornarel |           |         |
| 1989                                     | 2001    | Léon Pellin         | DVD       |         |
| 2001                                     | 2008    | Robert Tardy        |           |         |
| 2008                                     | 2019    | Pascale Martinod    |           |         |
| Les données manquantes sont à compléter. |         |                     |           |         |

| Période | Période  | Identité         | Étiquette | Qualité |
| ------- | -------- | ---------------- | --------- | ------- |
| 2019    | En cours | Pascale Martinod |           |         |

## Démographie
L'évolution du nombre d'habitants est connue à travers les recensements de la population effectués dans la commune depuis 1793. Pour les communes de moins de 10 000 habitants, une enquête de recensement portant sur toute la population est réalisée tous les cinq ans, les populations de référence des années intermédiaires étant quant à elles estimées par interpolation ou extrapolation. Pour la commune, le premier recensement exhaustif entrant dans le cadre du nouveau dispositif a été réalisé en 2006.
En 2018, la commune comptait 105 habitants, en évolution de +14,13 % par rapport à 2012 (Ain : +5,15 %, France hors Mayotte : +2,11 %).
| 1793 | 1800 | 1806 | 1821 | 1831 | 1836 | 1841 | 1846 | 1851 |
| ---- | ---- | ---- | ---- | ---- | ---- | ---- | ---- | ---- |
| 391  | 349  | 416  | 393  | 351  | 296  | 360  | 363  | 327  |

| 1856 | 1861 | 1866 | 1872 | 1876 | 1881 | 1886 | 1891 | 1896 |
| ---- | ---- | ---- | ---- | ---- | ---- | ---- | ---- | ---- |
| 325  | 358  | 299  | 285  | 302  | 313  | 258  | 236  | 215  |

| 1901 | 1906 | 1911 | 1921 | 1926 | 1931 | 1936 | 1946 | 1954 |
| ---- | ---- | ---- | ---- | ---- | ---- | ---- | ---- | ---- |
| 205  | 183  | 178  | 192  | 196  | 199  | 185  | 168  | 128  |

| 1962 | 1968 | 1975 | 1982 | 1990 | 1999 | 2006 | 2011 | 2016 |
| ---- | ---- | ---- | ---- | ---- | ---- | ---- | ---- | ---- |
| 115  | 116  | 103  | 92   | 95   | 105  | 93   | 92   | 105  |

| 2018 | - | - | - | - | - | - | - | - |
| ---- | - | - | - | - | - | - | - | - |
| 105  | - | - | - | - | - | - | - | - |

## Économie

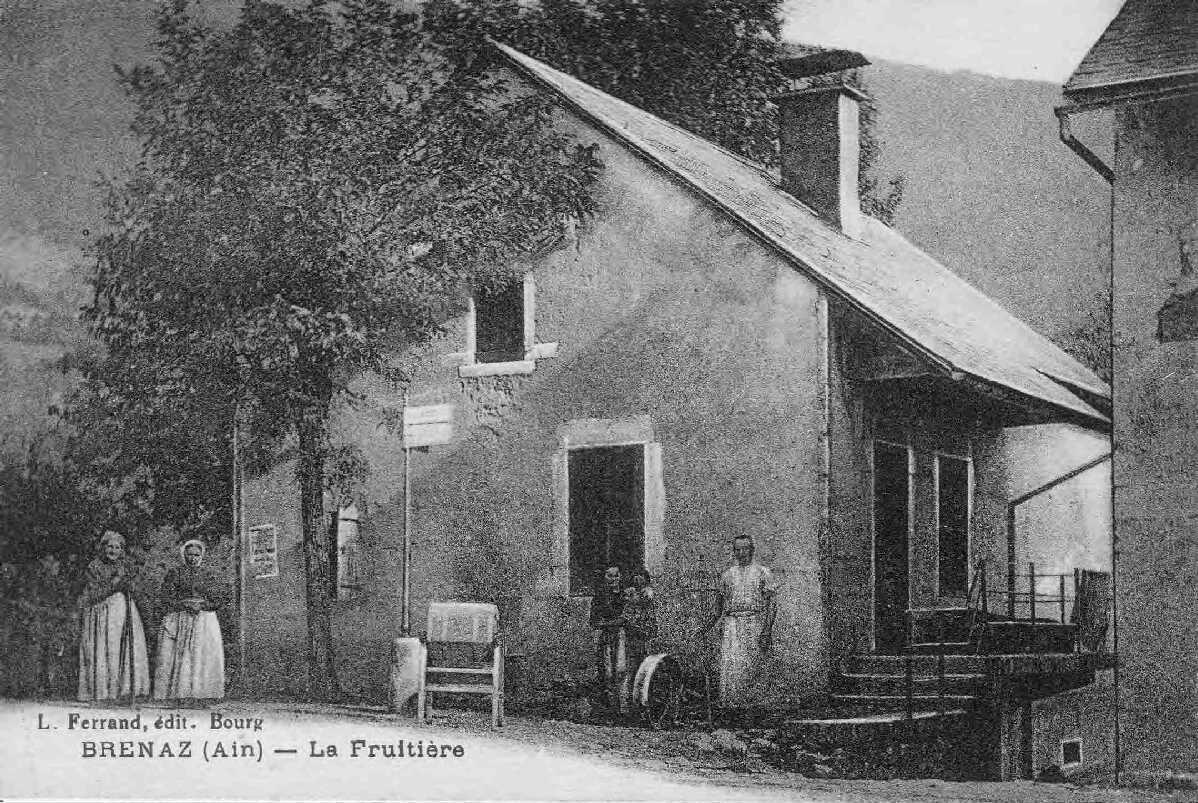
La fruitière du village.

Brénaz est située dans l'aire de production du Comté.

## Culture locale et patrimoine

### Lieux et monuments
- Le Golet de la Biche.

- Le Banc des Dames[8].

- Le Pain de Sucre : “gigastalagmite” conique à l'air libre de 6 m de hauteur. Dans la mini-reculée de Poiseu, la cascade engendrée par la Bèze (rivière) (petit ruisseau appelé localement la Brise)[9] est à l'origine de cette avancée de tuf[10].